# Omarishara
Omarishara (en georgiano: ომარიშარა; en abjasio: Омаришара) es una aldea que pertenece a la parcialmente reconocida República de Abjasia, parte del distrito de Gulripshi, aunque de iure pertenece al municipio de Gulripshi de la República Autónoma de Abjasia de Georgia.

## Toponimia
El nombre se forma con tres palabras del idioma abjasio: Omar (nombre propio noble), -su- (proverbio del lugar de la tercera persona del singular) y -shara (límite). 

## Geografía
Omarishara se encuentra en la parte superior del valle de Kodori, en el margen derecha del río Kodori. La aldea está a 90 km de Gulripshi y se administra desde el pueblo de Azhara.

## Historia
Según los científicos, el pueblo aparece en la segunda mitad del siglo XIX y hace referencia al nombre del comandante en jefe del ejército otomano, Omar Pasha, quien en 1855 desembarcó en la ciudad de Sujumi con un ejército de cuarenta mil hombres y posteriormente ocupó todo el valle de Kodori hasta la confluencia de los ríos Gvandra y Sakeni, definiendo al norte el límite oriental de su estancia. Posteriormente, por orden del sultán, él y su ejército se trasladaron a Mingrelia.Después de la guerra del Cáucaso, cuando se anexó el principado de Abjasia, los rusos expulsaron a los habitantes originales (abjasios tsebelda y dali) de los valles en los tramos superiores del Kodori. Los asentamientos en el río Sakeni se establecieron alrededor del año 1868, cuando las autoridades rusas permitieron el reasentamiento de otras etnias en el valle de Kodori.
Unidades de combate alemanas intentaron cruzar la cordillera del Gran Cáucaso hacia la RSS de Georgia a través de la carretera militar de Sujumi en 1942 durante la Segunda Guerra Mundial, parte de la operación Edelweiss. Los alemanes llegaron a Omarishara, a finales de agosto de 1942, tras lo cual fueron expulsados por el Ejército Rojo a través de las montañas hacia Rusia en septiembre.
La aldea también se encontraba en la ruta de escape de los cientos de miles de georgianos que huyeron de Abjasia después de la batalla de Sujumi en septiembre de 1993, en medio de la guerra de Abjasia. El 12 de agosto de 2008, las fuerzas abjasias tomaron el control de Omarishara y de la mayoría del valle de Kodori, también conocido como la Alta Abjasia.

## Demografía
La evolución demográfica de Omarishara entre 1959 y 2002 fue la siguiente:
| 280                                                 | 302 | 108 |
| (Fuente: Population of Abkhazia since Soviet times) |     |     |

Según el censo de 2002, el 99% de la población eran georgianos del subgrupo de los esvanos.